# Trakehner
Le Trakehner est la plus ancienne race allemande de cheval de selle. Ses origines remontent au XVIIIe siècle dans l'ancienne province de Prusse-Orientale à Trakehnen, aujourd'hui dans l'oblast de Kaliningrad en Russie. Il provient du croisement d'une souche locale avec des pur-sang arabes et des Pur-sang anglais. La race est gérée par le Trakehner Verband qui tient le studbook et qui cherche à maintenir les critères de la race. Le 
Trakehner est aujourd'hui un cheval de sport dans le sang avec beaucoup de chic, qui s'illustre aussi bien en dressage qu'en saut d'obstacles.

## Histoire

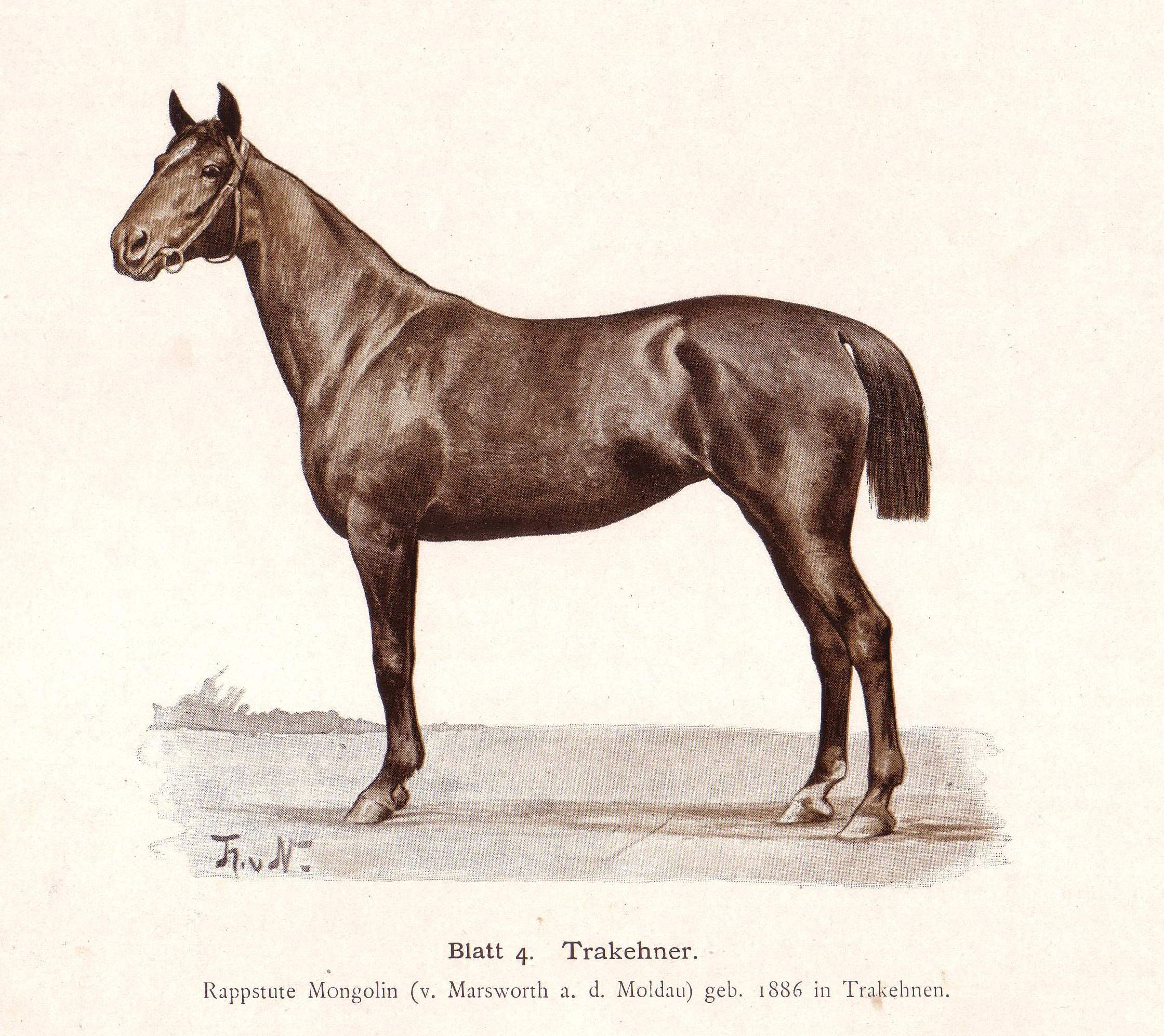
Dessin d'une jument trakehner née en 1886 à Trakehnen.

La race Trakehner est la plus ancienne race de chevaux de selle en Allemagne. Elle est née en 1732 de l'initiative de Frédéric-Guillaume Ier de Prusse qui fonde le village de Trakehnen, en Prusse, avec un élevage à des fins militaires. L'élevage a aussi pour but de fournir la cour en montures pour les parades et les carrosses. 
Les croisements d'origine se trouvent être faits entre le Schweiken, race locale puissante et forte connue dès le XVIe siècle, avec des Pur-sang arabes et des pur-sang anglais. À la mort de Frédéric II, Frédéric-Guillaume II accède au trône en 1786 et reprend en charge le Haras royal. Il prend alors le nom de Haras principal du royaume de Prusse et a désormais, entre autres, une nouvelle mission : l'amélioration de la race locale. Une sélection impitoyable est alors réalisée et deux tiers des étalons et un tiers des juments sont écartés. C'est à cette époque que naît la marque appliquée sur tous les chevaux trakehner : des bois d'élan.

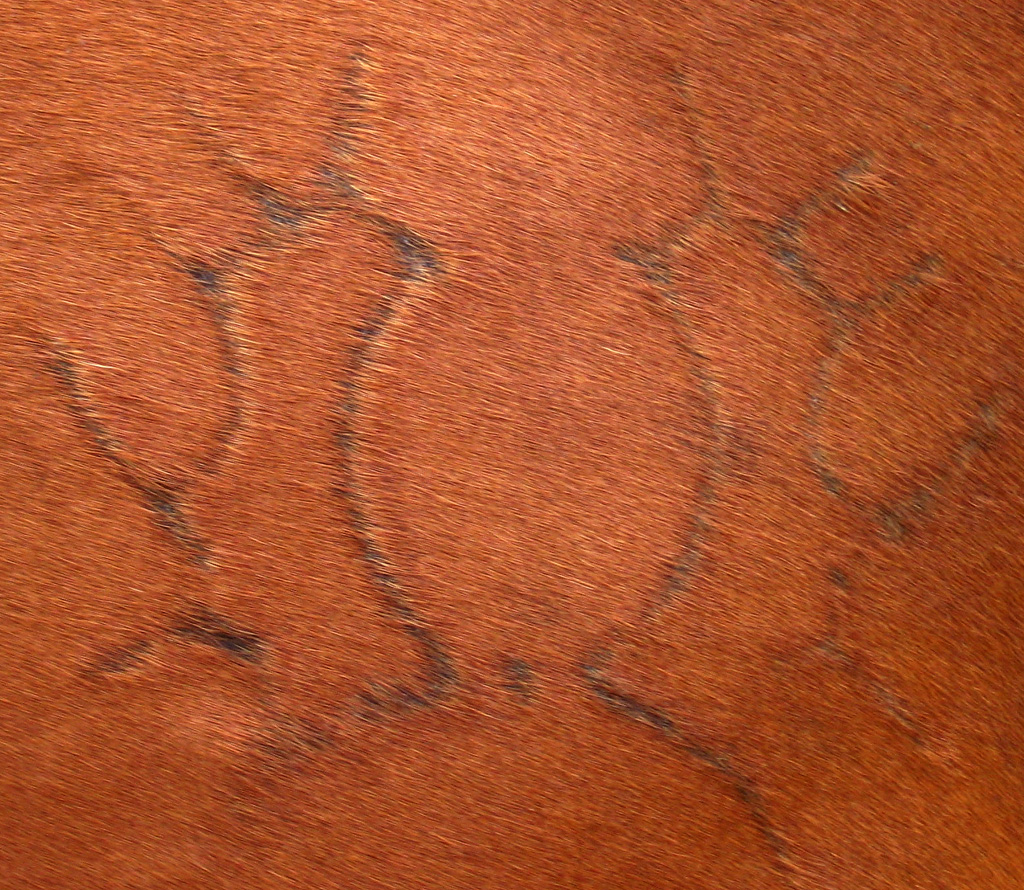
Marque du Trakehner

La race a ensuite continué à être sélectionnée suivant les mêmes critères et l'apport régulier de sang arabe et anglais a été poursuivi. Après la Seconde Guerre mondiale, pour fuir l'armée soviétique le Trakehner a vécu une épopée mythique de plus de 1 000 km (le Grand Trek), qui a eu pour conséquence d'appauvrir considérablement sa population. Celle-ci passe en effet de plus de 20 000 chevaux à 850. En 1947, naît le Trakehner Verband qui va chercher à maintenir les critères de sang de la race. Depuis 1960, la croissance de la race a repris et aujourd'hui on ne compte pas moins de 300 étalons et 4500 juments dans le studbook.

## Description

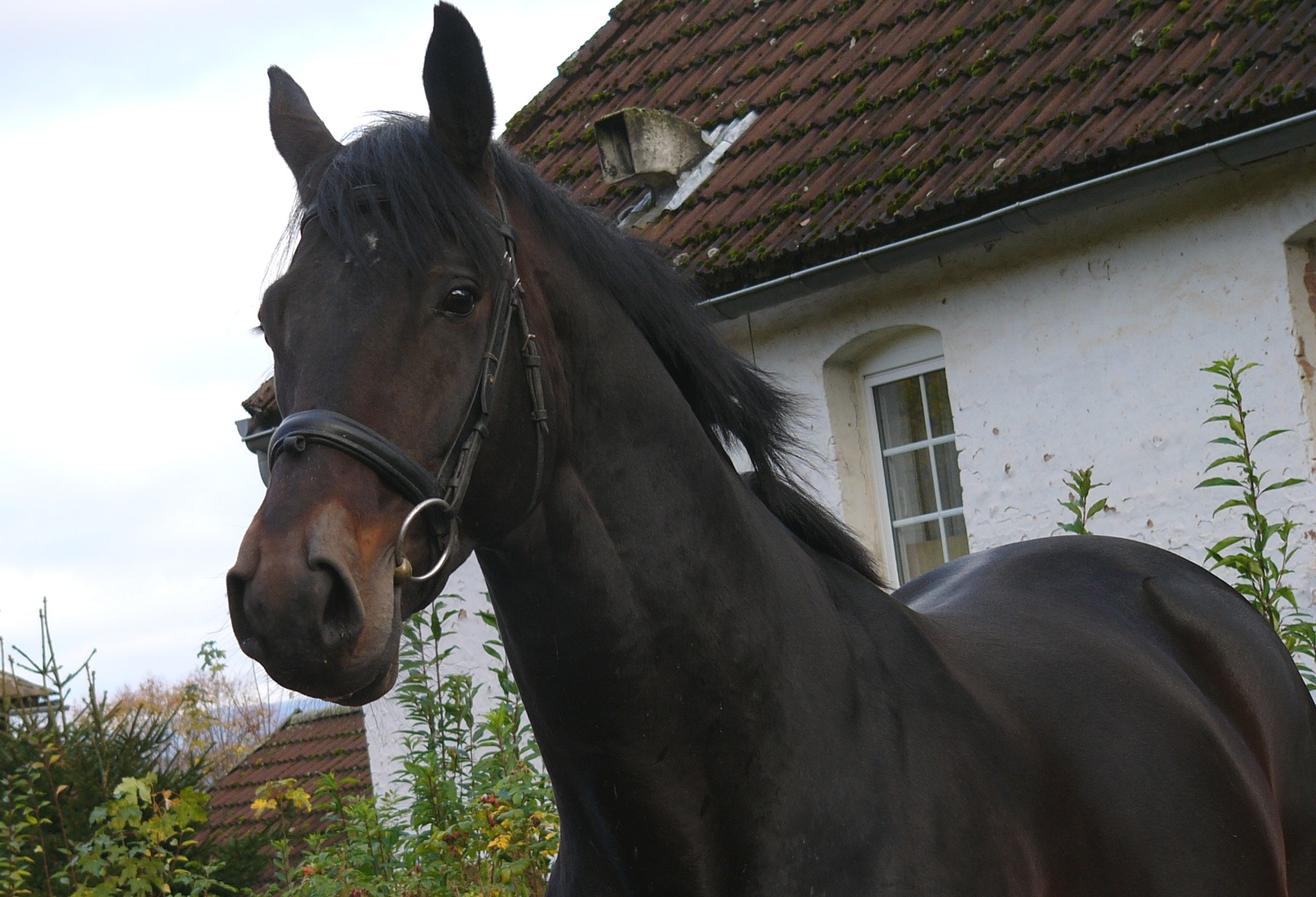
Tête d'un trakehner.

Le Trakehner est un cheval chic avec beaucoup de sang, normal vu ses ascendants orientaux. Il fait preuve d'une grande longévité et d'une constitution très solide.
Sa taille varie entre 1,60 m et 1,72 m. Il a une tête bien faite et expressive. Ses oreilles sont longues et son front est large. Son encolure est bien dessinée. Sa poitrine est profonde et ses épaules sont longues et obliques. Sa ligne dorso-lombaire est droite et sa croupe légèrement oblique. Ses membres sont musclés, ses articulations larges et sèches et ses canons courts. Le sabot est dur.
C'est un cheval doté d'un bon caractère aussi bien que d'un tempérament calme et équilibré.
La race a fait l'objet d'une étude visant à déterminer la présence de la mutation du gène DMRT3 à l'origine des allures supplémentaire : cette étude a permis de confirmer l'absence de cette mutation chez le trakehner, et l'absence de mention de chevaux ambleurs parmi la race.  

## Utilisations

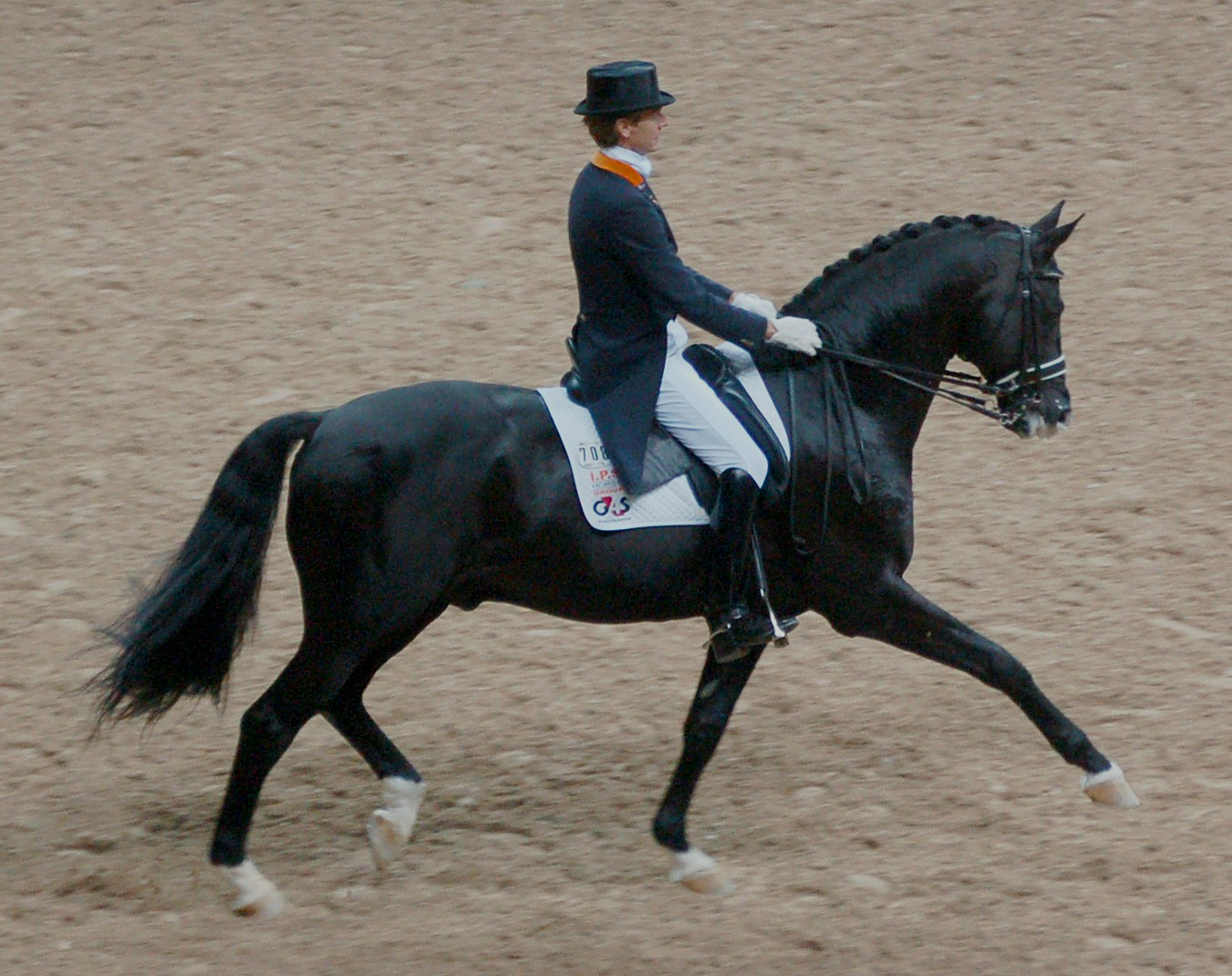
Edward Gal et Gribaldi, étalon Trakehner, lors d'une compétition de dressage.

Autrefois utilisé comme monture de cavalerie et hunter, le Trakehner est aujourd'hui un cheval de sport qui excelle en compétition, en particulier en dressage et en saut d'obstacles. Ainsi on compte des médailles gagnées par des Trakehners dans chacune des disciplines olympiques.
On l'utilise également en croisement, pour l'amélioration d'autres races. Le croisement avec le pur-sang anglais en fait par exemple un excellent cheval de complet. De nombreux grands performers ont aussi des ascendants trakehners dans leurs origines. C'est ainsi le cas de Milton, Tinka’s Boy et Amor.

## Diffusion de l'élevage

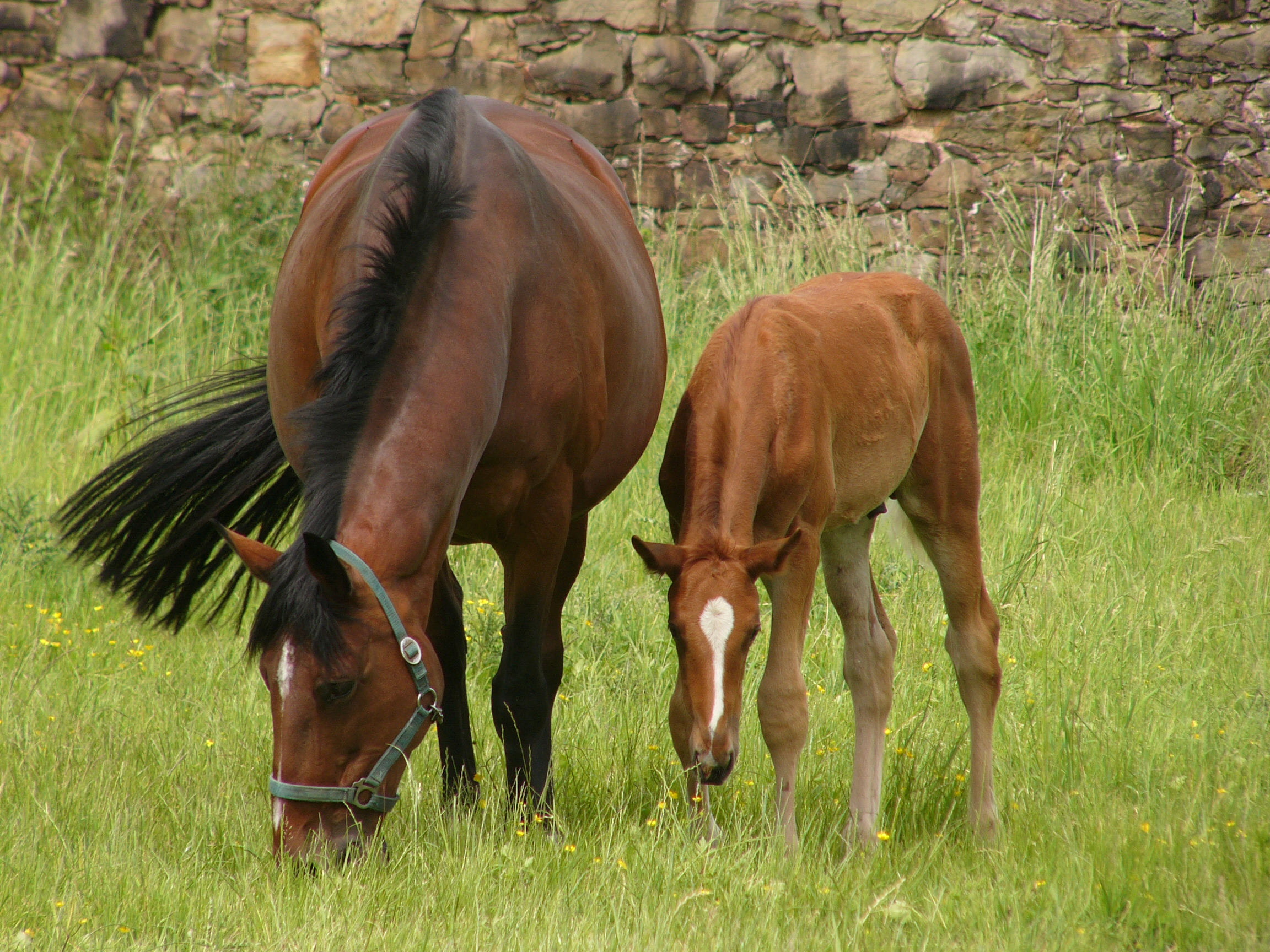
Jument Trakehner et son poulain.

Le Trakehner est élevé dans de nombreuses régions du monde, avec une forte présence en France, en Amérique du Nord, en Angleterre, au Danemark, en Pologne, en Suisse, en Nouvelle-Zélande, en Croatie et en Russie, aux haras Kirov. Depuis 1945, on compte plus que 400 étalons Trakehner exportés dans 33 pays. Par ailleurs, l'ouvrage Equine Science (4e édition de 2012) le classe parmi les races de chevaux de selle connues au niveau international.
Les associations locales de la race se présentent comme des filiales de l'association allemande où chacune possède son propre marquage au fer. Par exemple la France marque ses trakehners avec un « F » au-dessus duquel on retrouve les habituels bois d'élan. Des communautés d'intérêts existent aussi entre les Pays-Bas, la Belgique, le Luxembourg et l'Autriche.

### En Allemagne
À partir du cheptel de chevaux sauvés de Prusse-Orientale à la fin de la Seconde Guerre mondiale, les éleveurs ont su faire revivre la race dans le pays. Depuis la réunification allemande, un enrichissement génétique important pour l'élevage allemand est venu de Russie où le Trakehner a développé des caractéristiques propres. 
Aujourd'hui son élevage en Allemagne se base sur environ 3 800 poulinières et enregistre 1 300 poulains chaque année.

### En Russie
La branche russe du Trakehner s'est séparée de sa cousine européenne en 1925, date à laquelle un certain nombre de Trakehners ont été exportés de la Prusse orientale vers la Russie. Ces chevaux sont alors utilisés par la cavalerie russe. Des tentatives d'élevage en vue d'en faire des chevaux de gardiens de bétail se sont avérées peu concluantes.
En 1945, un nouveau groupe de trakehners arrive en Russie. Ils ont été regroupés au haras de Kirov sur le Don. 
Aujourd'hui, la plus grande partie de la race provient toujours de ce haras, mais des haras privés produisent aussi de très bons éléments. C'est le cas, par exemple, du haras de Oros-L près de Kalouga, situé à 200 km de Moscou.
Le studbook du Trakehner russe a été institué en 1974 par l'Institut Russe d'Élevage des Chevaux et il est aujourd'hui associé au studbook allemand. En 1980, environ 2 839 chevaux Trakehner étaient comptabilisés en URSS, dont 1 765 de pure race.

### En France
Le trakehner a été agréé en 1993 par les Haras Nationaux comme « race étrangère reconnue en France ». Les élevages français sont encore peu nombreux, mais répartis sur toute la France, ils offrent une base stable de reproducteurs en activité. On compte ainsi 44 juments trakehners saillies en 2008, dont 32 pour produire du trakehner et 11 étalons trakehners en activité en 2008.

## Quelques Trakehners renommés
- Abdullah, médailles d’or et d'argent aux Jeux Olympiques de Los Angeles en saut d'obstacles sous la selle de Conrad Homfeld ( États-Unis)[1]
- Peron, médaille de bronze en équipe de dressage aux Jeux Olympiques d'Atlanta sous la selle de Michelle Gibson ( Brésil)[1]
- Windfall II, médaille de bronze en équipe en complet aux Jeux Olympiques d'Athènes sous la selle de Darren Chiachia ( États-Unis).